# Куровець Іван
Іван-Теодозій Куровець (17 січня 1863, с. Батятичі, Жовківський повіт, Королівство Галичини і Володимирії, Австро-Угорщина — 13 травня 1931, м. Львів) — український громадський та політичний діяч, член Української Національної Ради, державний секретар з охорони здоров'я при уряді ЗУНР (1918—1919), Голова Українського Лікарського товариства (1920—1922), заступник голови природничо-лікарської комісії НТШ (1924), Почесний член Українського Лікарського товариства (1927), декан медичного факультету Українського таємного університету (1921—1925), директор амбулаторії «Народна лічниця» (1923—1931).

## Життєпис
Іван-Теодозій Куровець народився 17 січня 1863 року в Батятичах на Львівщині у родині греко-католицького священика.
Початкову освіту здобув у рідному селі. Середню освіту здобув у Львівській академічній гімназії. З 1882 по 1887 роки навчався у Медичній Академії у Відні. Навчаючись в австрійській столиці, долучився до громадської праці в студентському товаристві «Січ», головою якого став у листопаді 1883 року (1883—1885 рр.). Був одним з найактивніших членів цієї студентської організації.

Після закінчення Медичної Академії 2 роки стажувався у Відні, після чого почав практику в місті Калуші (нині — Івано-Франківська область). Великий вплив на формування особистості Івана Куровця мав Іван Франко та його книгозбірня. Про це свідчать мемуарні нотатки не лише Івана Куровця, а й Євгена Олесницького. Зі спогадів Івана Куровця: 
|  | Я пізнав Франка як ученик 7-го гімназіального класу. До нього запровадив мене Андрій Кос вже як молодий студент університету. Франко мешкав тоді з Павликом при вулиці Кляйнівській на третім поверсі (бічна вулиця від Єзуїтського огороду вгорі). Відтепер заходив я від часу до Франка й користувалися його гарною бібліотекою та поширював ці книжки й брошури з неї між гімназійною молодіжжю. Франко давав найперше до читання ученикам всі можливі українські видавництва з історії, етнографії, літератури. Після прочитання книжок переводив Франко дискусії на тему прочитаного, а помітивши, що ученик належно використав лектуру, давав інші книжки, як з природничих наук, видання польською мовою Дарвіна, фізіологію Фогта, Молешотта, популярну біологію й інші, а попри се новітню літературу російську, польську, французьку, німецьку, історію всесвітньої літератури Шера, історію слов'янських літератур Пипіна і Спасовича. |

 Студент Іван Куровець запам'ятав, як Іван Франко та Михайло Павлик давали читати йому «цікаві» брошури — «починалися і закінчувалися вони різними пристойними галицькими публікаціями, а між ними були заборонені женевські видання».

Іван Куровець у своїх спогадах описав взаємини Івана Франка з молоддю: 
|  | … Франко був душею всього руху. Він приготовляв собі нові кадри за посередництвом своїх довірених учеників, при помочі яких поширював лектуру книжок і української літератури, етнографії й історії… Сам Франко в розмові з молоддю ніколи не накидав насильно своїх думок, а впливав на молоді уми відповідною літературою. Ніколи не впливав на молодь агітаційно, підбріхуючи її проти якогось начальства, або релігії або духовенства як то думало собі старше українське громадянство тодішніх часів… Завдяки своїй бібліотеці Франко мав дуже великий вплив і то дуже корисний на молодь, бо вчив її читати й думати та заохочував до науки. Крім того він учив збирати етнографічні матеріяли…, статистичні й інші наукові матеріяли… Франко дав почин до студентських мандрівок, які в 80-их роках минулого століття, зорганізувалися й щороку відбувалися в різні закутки нашого краю, бо навіть пізніше й на Закарпаття, де наша молодь давала концерти, ознайомлювалася з тамошнім населенням і будила до життя тамошну мертвеччину. Ці студентські мандрівки мали свою історію та своє змагання, вони гуртували в цілій Галичині молодь обох полів і запізнавали її між собою. В часі ферій внаслідок мандрівки оживало в глухій провінції Галичини життя, ішла виміна гадок, кольпортажа брошур, різних видавництв, а що найважливіше поширювання новіших книжок, які молодь роздобувала з бібліотек Франка й товариства «Січ» у Відні… |

Після закінчення навчання І. Куровець розпочав лікарську практику в Калуші. На той час місто було невеличким, у якому працювали кустарні соляні промисли, калійне підприємство, дрібні ремісничі майстерні. А медицина була не настільки розвиненою. Часто спалахували епідемії.
В спогадах про Івана Франка, Куровець описує мандрівки, де він і познайомився зі своєю майбутньою дружиною, цитую: «… В часі мандрівок пізнав я … пізніші світила нашого жіноцтва, які в емансипаційному жіночому русі відограли передову або визначну ролю, пізнав я тоді пані Наталію Кобринську (вульґо: жіночий рабін), п. Михайлину Рошкевич (вульґо: Довбуш), панни Окуневські, Бурачинські й інші — в часі мандрівок пізнав я також панну Бурачинську, свою пізнішу дружину, яка ціле життя була моїм найліпшим товаришем у щоденному житті та співробітником у суспільній народній роботі, овіяна духом Франка багато потрудилася до освідомлення та просвіти селянства й міщанства в Калущині, а до цієї праці саме заправилася ідеями Франка й лектурою, при помочі якої набула велике знання й освіту»
Був лікарем широкого профілю, згідно сучасної термінології — лікарем загальної практики. Освоював малодосліджені, на той час, фтизіатрію (туберкульоз) та променеву діагностику(рентген). З 1889 року працював лікарем у Калуші, де здобув авторитет як першокласний фахівець, тут понад чверть століття мав лікарську практику. У Калуші, крім лікарської праці, розгорнув активну політичну, просвітницьку та політичну діяльність. Його дім по вул. Санітарній був завжди відкритий як для калушан, так і для селян Калуського повіту. Виступив одним із фундаторів Народного дому та греко-католицької церкви святого Архистратига Михаїла, фінансово підтримав будівництво церкви (1904—1911 рр.), а пізніше залишався почесним членом церковного комітету.
У Калуші брав активну участь в українському русі — став одним із засновників місцевої філії «Хлопського Банку». Як член Української національно-демократичної партії (УНДП) відвідав кожне село Калущини. Також Іван Куровець був видавцем двотижневика «Калуський листок». Двічі обирався депутатом Галицького сейму (1908 і 1913 рр.) від Калуського повіту. Українська ідея була справою всього життя патріота.
Був одружений з Цецилією Бурачинською (сестрою Тита-Євгена Бурачинського). Протягом кількох років подружжя Івана та Цецилії Куровців втратило своїх обидвох синів: Андрій помер 1 грудня 1912 року в Абації, Петро — військовий санітар, — помер 20 жовтня 1915 року в бою на березі ріки Сочі (Італія). Обидва сини Івана-Теодозія та Цецилії поховані в Італії. Під час першої світової війни І. Куровець перебував у Калуші під московською окупацією. Відступаючи, російські солдати влаштували грабунок та погром у його помешканні, лікаря побили і босоніж напівроздягненого 30 км гнали до Станиславова, де кинули до тюрми. Від смерті його врятував Дмитро Дорошенко, який наказав звільнити І. Куровця і надати медичну допомогу.
Захоплений поляками, обміняний з професором Студинським на двох польських закладників. 9 листопада 1918 року став державним секретарем (міністром) охорони здоров'я Державного секретаріату. На початку воєнних дій з поляками д-р Іван Куровець створив санітарну службу УГА та зорганізував санітарний відділ при Міністерстві внутрішніх справ ЗУНР. Він взяв під контроль усі шпиталі та лікувальні заклади в Галичині. Під кінець 1919 року під його головуванням створено Державну Раду здоров'я, Червоний Хрест, кілька шпиталів для епідемічних хворих, санітарні і дезінфекційні колони.
Після закінчення війни усі свої сили віддавав «Народній лічниці» у Львові — українській медичній установі для населення краю, що функціонувала на засадах добровільності. Відновивши працю розграбованої росіянами — при їхньому відступі зі Львова — амбулаторії, він працював тут від лютого 1918 року. У той час там практикувало, крім нього, лише четверо лікарів. Тому, як досвідчений лікар, він працював не лише у внутрішньому відділі, й приймав хворих з отоларингологічними та очними хворобами. Крім того, він виконував обов'язки касира, а з 1923 року — і голови Товариства «Народна лічниця».
Після польських реквізицій наприкінці 1918 року тут залишилися голі стіни. Лише д-рові Куровцеві товариство завдячувало ліквідацією усіх боргів, проведенням ремонтів і початком усенародної акції за побудову у Львові повноцінного 24-годинного українського шпиталю. Після смерті д-ра Сильвестра Дрималика у 1923 році Іван Куровець став директором амбулаторії. З того часу побудова шпиталю «Народної лічниці» стала головною метою життя д-ра Куровця. У 1924 році не стало його дружини — Цецилії Бурачинської. У 1926 році з жертовною підтримкою Слуги Божого Митрополита А. Шептицького товариство набуває у власність велику земельну ділянку для побудови лікарні. У липні 1930 році магістрат після тривалих зволікань врешті дав дозвіл на будівництво. Водночас д-р Куровець докладав величезних зусиль для залучення до діяльності «Народної лічниці» висококваліфікованого персоналу і купівлі модерних засобів (кварцової лампи, рентгенапарату тощо). Від співробітників вимагав точності, солідності та почуття обов'язку. За час директорства д-ра Куровця в амбулаторії почали безоплатно працювати відомі лікарі, співробітники львівських та краківських клінік М. Панчишин, М. Дзерович, О. Подолинський, О. Пелех, Т. Туна-Надрагова, Є. Дурделло, О. Філяс, Я. Рудницька-Криштальська, Т. Бурачинський та інші (до 14 осіб у 1930 році). Значно зросла кількість хворих, які зверталися по допомогу до амбулаторії «Народної лічниці» (25278 осіб лише у 1930 році), а кількість операцій того ж року сягнула 432. Усі свої сили віддав д-р І. Куровець цій установі. Уже хворий, він приходив у амбулаторію, і цілком виснажений повертався додому. 9 травня 1931 року, страшенно знесилений, прийшов у лічницю на збори і виголосив звітну доповідь. Через чотири дні його вже не стало.

Промовляючи на похоронах Івана Куровця, посол Остап Луцький нагадав про чотири гасла, якими в житті керувався покійний:«
1. Передусім забезпечуймо здоров'я народу, щоб він був дужий і плідний, як рідна земля!
2. На здоровому українському тілі — світлі голови!
3. Разом із здоров'ям і освітою мусить зростати гаразд народу, здобутий власними величезними зусиллями.

4. На твердих основах здоров'я, просвіти, гаразду треба закріпити в найширших народних масах національну ідею!
Д-р Л. Максимонько в «Матеріалах до історії української медицини» писав так: 
|  | Був він людиною невсипучої енергії та бездоганного характеру. В роках 1920—1930 він був наче совість народу: всі його шанували, а деякі боялися з уваги на прямолінійну поставу до громадських і політичних справ. Через його руки переливалися значні суми грошей, що напливали з-за кордону на відбудову краю і піднесення його з руїни. І це був найкращий доказ, яким великим довір'ям втішався він серед громадянства». І ще підкреслюють сучасники Івана Куровця його надмірну вимогливість до себе та інших. Одночасно був він живої вдачі, товариський, вразливий на всі прояви життя. Мав гострий розум, з легкістю стежив за подіями і так само швидко реагував на них. На багатотисячному похороні Івана Куровця, оцінюючи його заслуги, сенатор Михайло Галущинський зауважив: «Коли багато інших заломилися б, тверда особистість Покійного кинула його на шлях просто фанатичної праці, додаючи йому ще більше фанатично-стихійної віри в успіх праці і в наслідки цього успіху. Навіть дозвілля, а й воно було завжди на послугах діла, віри, руху і боротьби… І стриму не було цій стихії… І ніщо не ломило її і Покійного, як носія; навпаки, він усував найтяжчі перешкоди, він твердо ламав труднощі, не зважаючи на оплески чи гнів, на признання, на можливу популярність або непопулярність… Добре ім'я, кришталева тверда характерність, відповідальна праця з рішучим домаганням відповідальності від усіх, від найближчого оточення починаючи, не раз твердо стелили йому життєвий шлях, але дали нам особистість, про яку тепер на прощанні можна сміло сказати, що вона духовно осяяна, полишиться безперечно цінністю для потомних поколінь у дальшій творчості і формуванні народного життя і в боротьбі за його форму!» Як нам тепер бракує постатей такого калібру! |

Похований у Львові на Личаківському цвинтарі, поле № 73.

## Вшанування
В Калуші на його честь названа вулиця поблизу центральної районної лікарні, встановлена меморіальна таблиця роботи І. Семака на фасаді колишнього Народного дому (нині — районний будинок культури), ним фундованого.
У 2001 році Калуська районна рада і райдержадміністрація заснували премію імені Івана Куровця, яку присуджують медичним працівникам району — «лікарям-фармацевтам, фітотерапевтам, що не тільки виявляють високий рівень професійності, але й відзначаються високо загальною культурою, моральними якостями та активною громадською роботою», як писали в газеті «Галичина» за 10 листопада 2001 року.
У Калуші проведено низку заходів, приурочених до 150-ї річниці від дня народження доктора І. Куровця.
6 грудня 2022 року рішенням виконавчого комітету Львівської міської ради колишню вулицю Сергія Боткіна перейменували на пошану Івана-Теодозія Куровця.